# Lijst van onroerend erfgoed in Landen
Een overzicht van het onroerend erfgoed in de gemeente Landen. Het onroerend erfgoed maakt deel uit van het cultureel erfgoed in België.

## Bouwkundig erfgoed
| Object                                                        | Erfgoedstatus?            | Bouwjaar of architect | Deelgemeente | Adres                     | Coördinaten                   | Nummer? | Afbeelding                                                    |
| ------------------------------------------------------------- | ------------------------- | --------------------- | ------------ | ------------------------- | ----------------------------- | ------- | ------------------------------------------------------------- |
| Hoeve van 1847                                                |                           |                       | Rumsdorp     | Goffinstraat 16-18        | 50° 46' 3" NB, 5° 4' 24" OL   | 41833   | Hoeve van 1847                                                |
| Parochiekerk Sint-Gertrudis                                   |                           |                       | Landen       | Kerkstraat 22             | 50° 45' 21" NB, 5° 4' 51" OL  | 43399   | Parochiekerk Sint-Gertrudis                                   |
| Rijhuis                                                       |                           |                       | Landen       | Bronstraat 10             | 50° 45' 21" NB, 5° 4' 40" OL  | 43404   | Rijhuis                                                       |
| Parochiekerk Sint-Gillis                                      | Monument                  |                       | Rumsdorp     | Rumsdorpstraat            | 50° 46' 3" NB, 5° 4' 32" OL   | 43408   | Parochiekerk Sint-Gillis                                      |
| Gesloten hoeve                                                | Monument                  |                       | Attenhoven   | Lindestraat 78            | 50° 46' 2" NB, 5° 5' 34" OL   | 43411   | Gesloten hoeve                                                |
| Hoeve                                                         |                           |                       | Attenhoven   | Kastelstraat 8-10         | 50° 46' 1" NB, 5° 5' 14" OL   | 43414   | Hoeve                                                         |
| Sint-Petrushoeve                                              | Monument                  |                       | Attenhoven   | St.-Petrusstraat 7        | 50° 46' 2" NB, 5° 5' 27" OL   | 43415   | Sint-Petrushoeve                                              |
| Parochiekerk Heilige Maria Magdalena voorheen Sint-Aldegondis | Monument orgel (monument) |                       | Neerlanden   | Bergstraat                | 50° 46' 40" NB, 5° 4' 49" OL  | 43417   | Parochiekerk Heilige Maria Magdalena voorheen Sint-Aldegondis |
| Hoeve                                                         |                           |                       | Neerlanden   | F. Istasstraat 2          | 50° 46' 34" NB, 5° 4' 42" OL  | 43418   | Hoeve                                                         |
| Gesloten hoeve                                                |                           | 1794                  | Neerlanden   | F. Istasstraat 12         | 50° 46' 37" NB, 5° 4' 44" OL  | 43419   | Gesloten hoeve                                                |
| Schuur in leembouw                                            |                           |                       | Neerlanden   | St.-Truidenstraat 16      | 50° 46' 43" NB, 5° 4' 50" OL  | 43422   | Schuur in leembouw                                            |
| Abdijhoeve                                                    | Monument                  |                       | Neerlanden   | Abdijstraat 1, 2          | 50° 46' 47" NB, 5° 4' 42" OL  | 43423   | Abdijhoeve                                                    |
| Gesloten hoeve van 1787                                       |                           |                       | Neerwinden   | Donkerstraat 37           | 50° 46' 8" NB, 5° 2' 19" OL   | 43425   | Gesloten hoeve van 1787                                       |
| Gesloten hoeve                                                |                           |                       | Neerwinden   | Kruiskensstraat 5A        | 50° 46' 3" NB, 5° 2' 32" OL   | 43428   | Gesloten hoeve                                                |
| Gesloten hoeve Pachthof van Pierco                            |                           |                       | Neerwinden   | Zavelstraat 3, 7, 11      | 50° 46' 15" NB, 5° 2' 18" OL  | 43429   | Gesloten hoeve Pachthof van Pierco                            |
| Parochiekerk Sint-Martinus                                    | orgel (monument)          |                       | Eliksem      | Brouwerijstraat           | 50° 47' 2" NB, 5° 0' 36" OL   | 43430   | Parochiekerk Sint-Martinus                                    |
| Burgerhuis                                                    |                           |                       | Eliksem      | Brouwerijstraat 28        | 50° 47' 4" NB, 5° 0' 34" OL   | 43431   | Burgerhuis                                                    |
| Parochiekerk Sint-Trudo                                       | orgel (monument)          |                       | Laar         | Heuvelhofstraat           | 50° 46' 16" NB, 5° 1' 32" OL  | 43432   | Parochiekerk Sint-Trudo                                       |
| Gesloten hoeve                                                | dorpsgezicht              | 1772                  | Laar         | Everspoelstraat 8         | 50° 46' 14" NB, 5° 1' 34" OL  | 43434   | Gesloten hoeve                                                |
| Vierkantshoeven met gedeelten van schuren in leembouw         | dorpsgezicht              |                       | Laar         | Everspoelstraat 14, 19-21 | 50° 46' 13" NB, 5° 1' 30" OL  | 43435   | Vierkantshoeven met gedeelten van schuren in leembouw         |
| Pastorie Sint-Trudoparochie                                   | Monument                  |                       | Laar         | Heuvelhofstraat 4         | 50° 46' 17" NB, 5° 1' 32" OL  | 43436   | Pastorie Sint-Trudoparochie                                   |
| Schuur met puntgevel                                          | dorpsgezicht              |                       | Laar         | Heuvelhofstraat 5         | 50° 46' 15" NB, 5° 1' 30" OL  | 43437   | Schuur met puntgevel                                          |
| Hoeve                                                         | dorpsgezicht              |                       | Laar         | Heuvelhofstraat 15        | 50° 46' 17" NB, 5° 1' 24" OL  | 43438   | Hoeve                                                         |
| Gesloten hoeve                                                | dorpsgezicht              |                       | Laar         | Heuvelhofstraat 14-16     | 50° 46' 20" NB, 5° 1' 24" OL  | 43439   | Gesloten hoeve                                                |
| Lemen muurvakken                                              |                           |                       | Laar         | Wangestraat 2, 7          | 50° 46' 17" NB, 5° 1' 38" OL  | 43441   | Lemen muurvakken                                              |
| Gesloten hoeve met watermolen Koningsmolen                    | Monument                  |                       | Eliksem      | Brouwerijstraat 68        | 50° 46' 55" NB, 5° 0' 49" OL  | 43442   | Gesloten hoeve met watermolen Koningsmolen                    |
| Parochiekerk Sint-Aldegonde                                   |                           |                       | Ezemaal      | Hakendoverstraat          | 50° 46' 36" NB, 4° 59' 59" OL | 43443   | Parochiekerk Sint-Aldegonde                                   |
| Parochiekerk voorheen Sint-Aldegondis, thans Sint-Wivina      | orgel (monument)          |                       | Overwinden   | Torenstraat 4             | 50° 45' 11" NB, 5° 2' 57" OL  | 43444   | Parochiekerk voorheen Sint-Aldegondis, thans Sint-Wivina      |
| Gesloten hoeve                                                |                           |                       | Overwinden   | Kruisboomstraat 1         | 50° 45' 11" NB, 5° 3' 0" OL   | 43446   | Gesloten hoeve                                                |
| Pastorie                                                      |                           |                       | Overwinden   | Kruisboomstraat 2         | 50° 45' 8" NB, 5° 2' 59" OL   | 43447   | Pastorie                                                      |
| Parochiekerk Kristus Koning                                   |                           | 1947                  | Wange        | Kiezelweg 2               | 50° 47' 6" NB, 5° 1' 50" OL   | 43448   | Parochiekerk Kristus Koning                                   |
| Hoeve                                                         |                           |                       | Wange        | Gildestraat 11            | 50° 47' 11" NB, 5° 1' 46" OL  | 43452   | Hoeve                                                         |
| Parochiekerk Sint-Lambertus                                   |                           |                       | Walshoutem   | St.-Lambertusstraat       | 50° 43' 19" NB, 5° 5' 15" OL  | 43453   | Parochiekerk Sint-Lambertus                                   |
| Hoeven                                                        |                           |                       | Walshoutem   | St.-Lambertusstraat 68    | 50° 43' 15" NB, 5° 5' 16" OL  | 43455   | Hoeven                                                        |
| Gesloten hoeve                                                | Monument                  |                       | Walshoutem   | Walshoutemstraat 74       | 50° 43' 13" NB, 5° 5' 23" OL  | 43456   | Gesloten hoeve                                                |
| Gesloten hoeve                                                | Monument                  |                       | Walshoutem   | Walhostraat 41            | 50° 43' 21" NB, 5° 5' 52" OL  | 43459   | Gesloten hoeve                                                |
| Parochiekerk Sint-Pancratius                                  |                           |                       | Waasmont     | Hoevestraat 6             | 50° 43' 46" NB, 5° 3' 49" OL  | 43460   | Parochiekerk Sint-Pancratius                                  |
| Gesloten hoeve met woonhuis uit 1788                          |                           |                       | Waasmont     | Lijsemstraat 19           | 50° 43' 38" NB, 5° 3' 38" OL  | 43462   | Gesloten hoeve met woonhuis uit 1788                          |
| Kasteeldomein Waasmont                                        |                           |                       | Waasmont     | Dokter A. Goffinstraat 1  | 50° 43' 49" NB, 5° 3' 55" OL  | 134205  | Kasteeldomein Waasmont                                        |
| Parochiekerk Sint-Jan-de-Doper                                | Monument                  |                       | Walsbets     | Wezerenstraat 70          | 50° 44' 12" NB, 5° 5' 7" OL   | 43465   | Parochiekerk Sint-Jan-de-Doper                                |
| Watermolen                                                    |                           |                       | Walsbets     | Beekstraat 2              | 50° 44' 10" NB, 5° 5' 8" OL   | 43466   | Watermolen                                                    |
| Parochiekerk Sint-Amandus                                     | Monument                  |                       | Wezeren      | Wezerenstraat             | 50° 43' 44" NB, 5° 6' 17" OL  | 43469   | Parochiekerk Sint-Amandus                                     |
| Gesloten hoeven                                               | Monument                  |                       | Walshoutem   | Bormansstraat 46-48       | 50° 43' 12" NB, 5° 5' 13" OL  | 83770   | Gesloten hoeven                                               |
| Pastorie Heilige Maria Magdalenaparochie                      | Monument                  |                       | Neerlanden   | Abdijstraat 40            | 50° 46' 44" NB, 5° 4' 43" OL  | 200030  | Pastorie Heilige Maria Magdalenaparochie                      |
| Station Racour                                                | Monument                  |                       | Landen       | Racourhalte 1             | 50° 44' 14" NB, 5° 2' 47" OL  | 200086  | Station Racour                                                |
| Gesloten hoeve en Pitsaermolen                                | Monument                  |                       | Rumsdorp     | Spikkaertstraat 44        |                               | 200137  | Gesloten hoeve en Pitsaermolen                                |
| Hoeve Janshoven                                               | Monument                  |                       | Walshoutem   | Cl. Gregoirestraat 4      |                               | 200244  | Hoeve Janshoven                                               |
| Heilige Kruiskapel met ommegang                               | Monument                  |                       | Neerwinden   | Kruiskensstraat           |                               | 200234  | Heilige Kruiskapel met ommegang                               |
| Sint-Jobkapel                                                 | Monument                  |                       | Ezemaal      | St.-Jobsstraat            |                               | 200238  | Sint-Jobkapel                                                 |
| Watermolen Rufferdingemolen met molenaarswoning               | Monument                  |                       | Landen       | Molenbergstraat           | 50° 45' 9" NB, 5° 5' 6" OL    | 200986  | Watermolen Rufferdingemolen met molenaarswoning               |
| Domein Hooleyck                                               |                           |                       | Rumsdorp     | Rumsdorpstraat 60         | 50° 45' 44" NB, 5° 4' 39" OL  | 134200  | Domein Hooleyck                                               |
| Gesloten hoeve                                                |                           |                       | Attenhoven   | Dorpsstraat 13            |                               | 207725  | Gesloten hoeve                                                |
| Gesloten hoeve                                                |                           |                       | Attenhoven   | Lindestraat 41            |                               | 214011  | Gesloten hoeve                                                |
| Parochiekerk Sint-Pietersbanden                               | Monument orgel (monument) |                       | Attenhoven   | St.-Petrusstraat 17       | 50° 46' 4" NB, 5° 5' 25" OL   | 302507  | Parochiekerk Sint-Pietersbanden                               |
| Pastorie Sint-Pietersbandenparochie en tuin                   | Monument                  |                       | Attenhoven   | St.-Petrusstraat 17       |                               | 302901  | Pastorie Sint-Pietersbandenparochie en tuin                   |
| Hoeve in Maaslandse stijl                                     |                           |                       | Attenhoven   | Dorpsstraat 6-8           |                               | 302902  | Hoeve in Maaslandse stijl                                     |
| Vierkantshoeve                                                |                           |                       | Attenhoven   | Dorpsstraat 10            |                               | 302903  | Vierkantshoeve                                                |

### Bouwkundige gehelen
| Object         | Erfgoedstatus? | Bouwjaar of architect | Deelgemeente | Adres                                                                                           | Coördinaten | Nummer? | Afbeelding     |
| -------------- | -------------- | --------------------- | ------------ | ----------------------------------------------------------------------------------------------- | ----------- | ------- | -------------- |
| Dorpskern Laar | Dorpsgezicht   |                       | Laar         | Everspoelstraat, Heuvelhofstraat, Hunsbergstraat, Mottendelstraat, Wangestraat, Wijngaardstraat |             | 302505  | Dorpskern Laar |

## Archeologisch erfgoed
| Object                           | Erfgoedstatus?                                      | Bouwjaar of architect | Deelgemeente | Adres                                                 | Coördinaten                  | Nummer? | Afbeelding                       |
| -------------------------------- | --------------------------------------------------- | --------------------- | ------------ | ----------------------------------------------------- | ---------------------------- | ------- | -------------------------------- |
| Historische stadskern van Landen |                                                     |                       | Landen       | Landen                                                |                              | 140039  | Historische stadskern van Landen |
| Tumulus van Middelwinden         | cultuurhistorisch landschap                         | Midden-Romeinse tijd  | Neerwinden   | Middelwindenstraat                                    |                              | 302658  | Tumulus van Middelwinden         |
| Feodale motte van Wange          | Monument                                            |                       | Wange        | Overhespenstraat                                      | 50° 47' 13" NB, 5° 1' 48" OL | 302654  | Feodale motte van Wange          |
| Waasmontse Tom                   | Monument                                            |                       | Walshoutem   | Racourhalte                                           |                              | 302656  | Waasmontse Tom                   |
| Motte van Rumsdorp               | Monument                                            |                       | Rumsdorp     | Rumsdorpstraat                                        |                              | 302657  | Motte van Rumsdorp               |
| Site van Sinte-Gitter            | Hunsberg Tombe van Pepijn resten Sint-Gertrudiskerk |                       | Landen       | St.-Gertrudisstraat, St.-Gittersplein, Wingbergstraat |                              | 300379  | Site van Sinte-Gitter            |
| Tumulus Bortombe                 | Monument                                            |                       | Walshoutem   | Zoutpoortstraat                                       |                              | 302655  | Tumulus Bortombe                 |